# Іваничук Роман Іванович
Рома́н Іва́нович Іваничу́к (27 травня 1929 , Трач, Косівський повіт, Станиславівське воєводство, Польська Республіка  — 17 вересня 2016 , Львів, Львівська область, Україна ) — український письменник, політичний та громадський діяч, один із організаторів Товариства української мови ім. Шевченка, Народного Руху України, член Спілки письменників України (з 1960), народний депутат України І-го скликання (1990–1994). Заслужений працівник культури України.
Лауреат Державної премії УРСР імені Тараса Шевченка, Літературної премії імені Андрія Головка, премії ім. Мазепи. Герой України (2009).

## Життєпис
Народився 27 травня 1929 року в родині вчителя села Трач, тепер Косівський район, Івано-Франківська область, Україна. Його стрийко — Михайло Іваничук, учений-геоморфолог, вояк Легіону УСС та УГА. Удома в батька була велика бібліотека, тому з дитинства Роман багато читав.
Навчався в початковій школі в рідному селі, з 1942 року в Коломийській гімназії, перетвореній після більшовицької окупації на Коломийську СШ № 1, яку закінчив у 1947 р. На бажання батька вступив на геологічний факультет Львівського університету, але покинув його, оскільки прагнув здобути філологічну освіту. Один рік пропрацював учителем початкової школи в рідному селі.
У 1948 р. знову вступив до Львівського університету на філологічний факультет (українську філологію), але через те, що не хотів йти до комсомолу і на свята ходив у вишиванці, на нього написали донос, і в 1949 р. Романа Іваничука виключили з університету за «антирадянську діяльність».
Відслужив три роки в армії (в Азербайджанській РСР) і в 1953 р. поновився у Львівському університеті.
У 1954 р. у студентському альманасі Львівського університету опублікував свою першу новелу «Скиба землі», яку схвально зустріла критика.
По закінченні у 1957 р. Львівського університету поїхав працювати учителем української мови і літератури у селище Щирець Львівської області. Продовжив писати, вступив до Спілки письменників УРСР. В літературі вважав своїми учителями Василя Стефаника, Михайла Коцюбинського та Ірину Вільде, також у ранній період творчості перебував під великим впливом творів Івана Керницького.
У 1958 р. вийшла друком перша збірка новел «Прут несе кригу», яка принесла йому визнання.
У 1961 році переїхав до Львова. Від 1963 року працював редактором у відділі прози журналу «Жовтень» (до 1990 р.).
В цей період виходять збірки новел Р. Іваничука «Не рубайте ясенів» (1961), «Під склепінням храму» (1961), «Тополина заметіль» (1965). У 1968 році вийшов друком роман «Мальви» на історичну тематику з часів Хмельниччини. За нього Іваничука жорстко критикувала компартійна влада, хотіли звільнити з журналу, проте роман здобув широкий резонанс.
У зв'язку з нагінками Р. Іваничук зосереджується на історичній прозі. Тему наступного роману «Черлене вино» — про оборону Олеського замку від польських загарбників у 1431—1432 роках у ході так званих «Воєн Свидригайла» — підказав відомий літературознавець Григорій Нудьга. Роман вийшов друком у 1977 році. Тут чи не вперше в українській літературі змальовано побут середньовічного Львова. За ним з'явився роман «Манускрипт з вулиці Руської» (1979), який змальовує картини міського життя кінця XVI — початку XVII ст. у Львові. Обидва стали популярними. За роман «Манускрипт з вулиці Руської» Р. Іваничук у 1979 р. отримав премію ім. А. В. Головка. У третьому «львівському романі» «Вода з каменю» (1982) йдеться про Львів початку ХІХ ст. і юність Маркіяна Шашкевича. Наступний роман «Четвертий вимір» (1984) про одного з учасників Кирило-Мефодіївського братства Миколу Гулака вважають вершинним твором автора. За них у 1985 р. автор удостоївся Державної премії УРСР ім. Т. Т. Шевченка. Після цього вийшов історичний роман «Шрами на скалі» (1987) про стосунки Івана Франка з письменниками угрупування Молодої музи.
У період Перебудови бере активну участь у національно-визвольному русі. У червні 1988 року на пропозицію Ігоря Мельника погодився очолити львівську філію Товариства рідної мови. У 1990 р. Роман Іваничук завідував відділом прози журналу «Дзвін». Навесні 1990 року обраний народним депутатом УРСР, брав участь у підготовці і проголошенні Декларації про державний суверенітет України 16 липня 1990 року і Акту про незалежність України 24 серпня 1991 року.
Помер на 88-му році життя, вранці 17 вересня 2016 року у Львові. Президент Петро Порошенко висловив співчуття рідним та близьким. Похований 19 вересня в одній могилі зі своєю першою дружиною Софією на 3 полі Личаківського цвинтаря у Львові.

## Нагороди та премії
- Звання Герой України з врученням ордена Держави (16 січня 2009) — за самовіддане служіння Україні, значний особистий внесок у духовне відродження Української держави, плідну літературну і громадську діяльність[7]
- Орден «За заслуги» II ст. (29 вересня 2006) — за значний особистий внесок у соціально-економічний і духовний розвиток Львова та з нагоди 750-річчя заснування міста[8]
- Орден «За заслуги» III ст. (8 грудня 1998) — за вагомий особистий внесок у збагачення національної культурної спадщини України, вагомі творчі здобутки і активну громадську діяльність[9]
- Заслужений працівник культури України (3 грудня 1993)[10]
- Відзнака Президента України — ювілейна медаль «20 років незалежності України» (19 серпня 2011)[11]
- Відзнака Президента України — ювілейна медаль «25 років незалежності України» (19 серпня 2016) — за значні особисті заслуги у становленні незалежної України, утвердженні її суверенітету та зміцненні міжнародного авторитету, вагомий внесок у державне будівництво, соціально-економічний, культурно-освітній розвиток, активну громадсько-політичну діяльність, сумлінне та бездоганне служіння Українському народу[12]

- Державна премія УРСР ім. Т. Г. Шевченка (1985)
- Орден Трудового Червоного Прапора

Роман Іваничук — лауреат Літературної премії ім. А. Головка (1979), премії ім. І. Мазепи (1999).

## Творчість
У доробку письменника двадцять історичних романів, якими він намагається заповнити білі плями в нашій історії. Його твори перекладені, зокрема, французькою, російською та іншими мовами.

### Твори

Обкладинки книг

- збірка новел «Прут несе кригу» (др. 1958);
- збірка новел «Не рубайте ясенів» (1961);
- збірка новел «Під склепінням храму» (1961);
- роман-трилогія «Край битого шляху» (1962(1964));
- збірка новел «Тополина заметіль» (1965);
- роман «Мальви» (написаний 1965—1967; друк. 1968); виданий вдруге під назвою «Яничари»;
- збірка новел «Дім на горі» (1969);
- збірка новел «Сиві ночі» (1975);
- повість «Місто» (написаний 1972—1975; др. 1977);
- роман «Черлене вино» (написаний 1974—1976; др. 1977);
- роман «Манускрипт з вулиці Руської» (написаний 1976—1978; др. 1979);
- збірка новел «На перевалі» (1980);
- роман «Вода з каменю» (написаний 1978—1981; др. 1982);
- роман «Саксаул у пісках»;
- роман «Четвертий вимір» (написаний 1980—1984; др. 1984);
- повість «Сьоме небо» (1985) — продовження повісті «Місто»;
- роман «Шрами на скалі» (написаний 1984—1986 др. 1987);
- роман «Журавлиний крик» (написаний 1968; др. 1988);
- роман «Бо війна війною» (др. в журналі «Жовтень» у 1989; окремим виданням у 1991);
- роман «Орда» (написаний 1989—1991; др. 1992);
- роман «Ренегат»;
- роман «Євангеліє від Томи»;
- автобіографічна книга «Благослови, душе моя, Господа…» (1993);
- спогади «Дороги вольні і невольні» (1999);
- роман «Вогненні стовпи» (2006);
- роман «Через перевал» (2008);
- роман «Хресна проща» (2011);
- роман «Торговиця» (2012);
- роман «Генерали імперії»;
- роман «Країна Ірредента» (Львів, 2007);
- роман «Злодії та Апостоли» (Львів—Коломия, 2003—2004)

### Спогади та есеї
- Данило Ільницький. Зелене на сірому тлі. Пам'яті Романа Іваничука // Zbruč. 19.09.2016
- Юрій Волощак. Карби пам’яті Романа Іваничука // Читомо. 20.09.2016
- Данило Ільницький. Зелене на сірому тлі. Версія 2.0 // Zbruč. 30.05.2019